# Kit Watkins

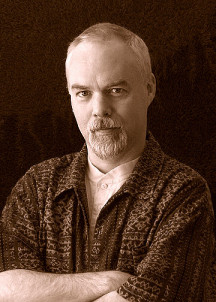
Kit Watkins

Kit Watkins (1953) is een Amerikaans pianist en toetsenist. Hij heeft gedurende zijn muzikale loopbaan diverse stijlen muziek gespeeld: jazzrock, progressieve rock en ambient.
De muziek begon al vroeg in zijn leven. Zowel zijn vader als moeder is pianoleraar en Watkins ziet ook wel wat in het instrument, behalve dan de dagelijkse routine van studeren. Op zijn dertiende gaat hij in een muziekgroep spelen.
Hij raakt voor het eerst bekend als in de staat Virginia de band Happy The Man wordt opgericht. Hij is dan negentien. Deze band maakt twee albums, die nauwelijks verkocht worden, mede door de slechte begeleiding van Arista Records. Naast musiceren moet Watkins gewoon een beroep uitoefenen. HTM wordt wel positief ontvangen maar weinig verkocht. Dit is de periode dat Watkins jazzrock gemixt symfonische rock speelt. Zijn muzikale carrière krijgt een nieuwe impuls al hij toetreedt tot Camel, waarmee hij een aantal albums opneemt. Met name I Can See Your House from Here laat zijn kwaliteiten het best tot zijn recht komen. 
De compact disc doet dan zijn intrede en men wenst de twee albums van Happy the Man op het nieuwe medium; de elpees van Arista kenden een bedroevende kwaliteit. HTM bereikt een cultstatus en daarmee Kit Watkins ook.
Al voor het nieuwe album van Camel Nude uitkomt is Watkins alweer verdwenen; het werd een album van Andrew Latimer alleen. Watkins speelt echter wel mee op de Nude-tour en de tour behorende bij The Single Factor. Sindsdien maakt Watkins soloalbums; zijn bekendheid is tanende; zijn albums zijn vaak alleen nog te krijgen via een webwinkel gelieerd aan zijn eigen webpagina. Een kleine schare fanatieke fans blijft hem echter volgen, zodat er toch regelmatig albums verschijnen.
In 2001 richt hij samen met muzikale lotgenoten Tone Ghost Ether op; dat anno 2007 vier muziekalbums heeft uitgebracht. Sinds 2007 is het stil rondom Watkins.

## Discografie
- 1974: Death Crown, door Happy The Man
- 1975: Beginnings (HTM), door HTM
- 1976: Happy The Man
- 1978: Happy The Man Live
- 1978: Crafty Hands
- 1979: Better Late
- 1979: I Can See Your House from Here van Camel
- 1981: Labyrinth
- 1981: Camel on the Road
- 1982: Frames of mind
- 1982: Camel on the Road 82
- 1985: In Time
- 1989: Azure
- 1990: SunStruck
- 1991: Thought Tones 1
- 1991: Different View
- 1991: Early Solo Works
- 1992: Reaching Beyond
- 1992: Thought Tones 2
- 1992: Wet, dark and low
- 1993: Circle
- 1993: Kinetic Vapors
- 1995: Holographic tapestries
- 1996: Beauty drifting
- 2000: Rolling curve
- 2000: The Unseen
- 2001: The Gathering
- 2001: Music for the end
- 2002: Condor Sail Curve met Tone Ghost Ether
- 2002: The White Space met TGE
- 2002: Hydrogen2Oxygen met TGE
- 2003: This time and space(cd)
- 2003: Unraveled
- 2004: Guard Lock Skin met TGE
- 2004: Flying Petals
- 2004: This Time and Space (Dvd)
- 2005: World Fiction
- 2005: Gathering (Dvd)
- 2006: SkyZone
- 2007: The Works (verzamelalbum)
- 2015: Land
- 2015: Mockingbird Mantras
- 2019: Field of View